# Limenitis elwesi
Limenitis elwesi är en fjärilsart som beskrevs av Charles Oberthür 1884. Limenitis elwesi ingår i släktet Limenitis och familjen praktfjärilar. Inga underarter finns listade i Catalogue of Life.